# Alberto De Dominicis
Alberto De Dominicis (Teramo, 13 febbraio 1879 – Francavilla a mare, 10 settembre 1952) è stato un chimico italiano.

## Biografia
Da giovanile soffrì di problemi polmonari, superati i quali riprese gli studi fino a laurearsi in chimica pura a Roma nel 1910. Iniziò la sua carriera presso il Regio Istituto Chimico di Roma che lasciò per seguire Celso Ulpiani presso la Scuola superiore di agricoltura di Portici.
Nel 1923 vinse il concorso per la cattedra di chimica agraria che occupò a partire dall'anno successivo, stessa cattedra che era stata di Celso Ulpiani, morto nel novembre del 1919. Fu preside di quella che nel 1935 divenne la Facoltà di agraria dal 1946 al 1952, periodo nel quale riorganizzò l'istituto e la stazione chimico-agraria sperimentale.
Agli inizi della sua attività scientifica si occupò di laterizzazione, spiegando in questo modo la maggiore sterilità dei suoli meridionali. Si occupò inoltre delle relazioni tra adsorbimento di ioni e coagulazione dell'argilla, adsorbimento e scambio di cationi e anioni nel suolo, del potere disperdente e coagulante degli alcali nel terreno.
In uno studio del 1918 analizzò il problema dell'origine della soda nel terreno e sono inoltre di notevole interesse le sue ricerche sui guani della Sardegna, sulle ceneri del mallo di mandorle per la produzione di concimi potassici, sull'estrazione della canfora da canforeti coltivati a Napoli. Gli viene riconosciuto il lavoro di definizione dei contenuti del corso di chimica agraria, nato dalla suddivisione del preesistente corso di temologie chimico-agrarie, per il quale in Italia non esisteva alcuna tradizione.
Nelle sue ricerche attribuì una causa pedologica alla inferiorità produttiva agraria del Mezzogiorno rispetto all'agricoltura settentrionale, in particolare effettuando verifiche sperimentali sulla concimazione nei climi aridi a Cerignola e a Rionero in Vulture.
Dopo la seconda guerra mondiale fondò un centro di studi per il suolo meridionale in seno al Consiglio nazionale delle ricerche e istituì un campo pilota per l'irrigazione del Basso Voiturno presso Cancello Arnone, con il supporto dell'Opera nazionale combattenti. Sistematizzò le sue ricerche sui suoli nel discorso dal titolo Il suolo meridionale, pubblicato inizialmente in Annali della Facoltà di agraria di Portici e successivamente dal Consiglio nazionale delle ricerche nel 1948.
Morì a Francavilla a Mare il 10 settembre 1952.

## Opere
- Terreni salsi e terreni alcalini : contributo sperimentale sull'origine della soda nel terreno, Modena, Società tipografica modenese, 1918, SBN TO01408961.
- La crosta Pugliese e la sua origine : indagini di Chimica pediologica in terra di Bari, Bari, Società Tip. Ed. Barese, 1919, SBN CUB0245579.
- Concimi azotati, Roma, Associazione italiana di chimica, 1926, SBN BAS0249171.
- I fondamenti e gli odierni sviluppi della chimica agraria, Roma, Tip. editrice Italia, 1939, SBN UBO3848126.
- Il suolo meridionale, Roma, Consiglio nazionale delle ricerche, 1948, SBN TO01360066.